# Alewga
Alewga (gr. Αλεύγα) – wieś w Republice Cypryjskiej, w dystrykcie Nikozja.